# Javier Pereyra
Javier Pereyra (Argentina; 2 de mayo de 2001) es un futbolista argentino. Juega de volante y su equipo actual es Ciudad de Bolívar  del Torneo Federal A de Argentina.

## Carrera

### Cruz del Sur
Tras hacer las inferiores en Quilmes, Pereyra fue prestado a Cruz del Sur, equipo del Torneo Regional Federal Amateur en 2021. En el club patagónico disputó 4 partidos.

### Sportivo Desamparados
Logró llegar a Sportivo Desamparados, también a préstamo, en 2022. Debutó el 10 de abril en el empate 0-0 ante Huracán Las Heras, por la fecha 3 del Torneo Federal A.

### Ciudad Bolívar
Para el año 2025, se convirtió en refuezo de Ciudad Bolívar del Torneo Federal A, donde llega proveniente de Huracán (CR). 

## Estadísticas

### Clubes
- Actualizado hasta el 2 de agosto de 2025.

| Cruz del Sur Argentina | 4.ª                 | 2021-22             | 4  | 0 | - | - | - | - | 4  | 0 | 0    |
| Cruz del Sur Argentina | Total club          | Total club          | 4  | 0 | - | - | - | - | 4  | 0 | 0    |
| Sportivo Desamparados Argentina | 3.ª                 | 2022                | 17 | 0 | - | - | - | - | 17 | 0 | 0    |
| Sportivo Desamparados Argentina | Total club          | Total club          | 17 | 0 | - | - | - | - | 17 | 0 | 0    |
| Atenas (RC) Argentina | 3.ª                 | 2023                | 26 | 1 | - | - | - | - | 26 | 1 | 0.04 |
| Atenas (RC) Argentina | 3.ª                 | 2024                | 23 | 1 | - | - | - | - | 23 | 1 | 0.04 |
| Atenas (RC) Argentina | Total club          | Total club          | 49 | 2 | - | - | - | - | 49 | 2 | 0.04 |
| Huracán (CR) Argentina | 4.ª                 | 2024-25             | 4  | 0 | - | - | - | - | 4  | 0 | 0    |
| Huracán (CR) Argentina | Total club          | Total club          | 4  | 0 | - | - | - | - | 4  | 0 | 0    |
| Ciudad de Bolívar Argentina | 3.ª                 | 2025                | 15 | 0 | 1 | 0 | - | - | 16 | 0 | 0    |
| Ciudad de Bolívar Argentina | Total club          | Total club          | 15 | 0 | 1 | 0 | - | - | 16 | 0 | 0    |
| Total en su carrera | Total en su carrera | Total en su carrera | 89 | 2 | 1 | 0 | - | - | 90 | 2 | 0.02 |
| (1) Las copas nacionales se refiere a la Copa Argentina. (2) Las copas internacionales se refiere a la Copa Libertadores y a la Copa Sudamericana. (3) Media de goles por encuentro. No incluye goles en partidos amistosos. |                     |                     |    |   |   |   |   |   |    |   |      |